# Железный человек (рестлинг)
Матч «Железный человек» (англ. Iron man match) — тип матча в рестлинге, который длится определенное время, обычно 30 или 60 минут, и победителем считается участник, имеющий наибольшее количество побед по окончании этого времени. В случае ничьей, по «правилу мгновенной смерти» еще одно удержание может быть запрошено любой из сторон, и другая сторона может принять или отказаться, или представитель руководства может приказать перевести матч в дополнительное время в случае чемпионского матча.

## Правила
Матчи «Железный человек» обычно проводятся по тем же правилам, что и любой другой поединок в реслинге, но этот матч длится все отведенное время, и каждый рестлер старается набрать как можно больше побед за это время. Победителем объявляется рестлер, имеющий в конце матча наибольшее количество признанных судьей победных очков.
В некоторых матчах «Железный человек» есть интервал между победами. В 2009 году в матче между Джоном Синой и Рэнди Ортоном после каждой победы наступал 30-секундный перерыв. В матче 2003 года между Куртом Энглом и Броком Леснаром после каждой победы, независимо от того, как она произошла, давался 15-секундный перерыв.
Если матч закончился вничью, то в качестве сюжетного хода любой из рестлеров может попросить внезапный овертайм, который принимается или отклоняется либо соперником, либо представителем руководства. После того как Шон Майклз и Курт Энгл сравняли счет 2:2 в 30-минутном, Майклз умолял Энгла перейти к «правилу мгновенной смерти», но Энгл отказался.
«Мгновенные смерти» особенно часто случаются в матчах за титул. Это связано с тем, что в случае ничьей чемпион всегда сохраняет титул. Распорядитель WWF Горилла Монсун назначил «мгновенную смерть» после того, как Шон Майклз и Брет Харт не смогли выявить победителя на «Рестлмании XII», а Кристофер Дэниелс потребовал «мгновенную смерть» в матче против Эй Джей Стайлза на шоу TNA Against All Odds 2005.

## Историй матчей «Железный человек»

### WWE
Несколько матчей «Железный человек» состоялись на домашних шоу. «Рокеры» сражались с братьями Ружо на протяжении большей части 1989 года. Брет Харт провел два матча в 1993—1994 годах против Рика Флэра и Оуэна Харта. Джон Сина сразился с Сетом Роллинсом за титул чемпиона Соединенных Штатов WWE на домашних шоу в октябре 2015 года. Кевин Оуэнс и Эй Джей Стайлс сразились в 30-минутном матче «Железный человек» за титул интерконтинентального чемпиона WWE на домашнем шоу в марте 2016 года.